# Mergo
Mergo és un comune (municipi) de la província d'Ancona, a la regió italiana de les Marques, situat a uns 40 quilòmetres al sud-oest d'Ancona. A 1 de gener de 2019 la seva població era de 1.013 habitants.
Mergo limita amb els següents municipis: Arcevia, Cupramontana, Rosora i Serra San Quirico.